# Brian Goodell
Brian Stuart Goodell (ur. 2 kwietnia 1959 w Stockton) – amerykański pływak. Dwukrotny złoty medalista olimpijski z Montrealu.

## Kariera sportowa
Specjalizował się w stylu dowolnym, preferował dłuższe dystanse. W Montrealu zwyciężył na 400 i 1500 metrów kraulem. Rok wcześniej na mistrzostwach świata zajął drugie miejsce (1500 m). Pięć razy poprawiał rekordy świata, dwukrotnie – w 1977 i 1979 – wybierano go najlepszym pływakiem globu. W 1979 zdobył dwa złote medale Igrzysk Panamerykańskich.

## Starty olimpijskie (medale)
Montreal 1976
- 400 m kraulem, 1500 m kraulem –  złoto